# Rhagades amasina
Rhagades amasina là một loài bướm đêm thuộc họ Zygaenidae. Nó được tìm thấy ở Hy Lạp (Kos và Rhodes), Thổ Nhĩ Kỳ, miền bắc Syria và Liban.
Chiều dài cánh trước là 9-10,5 mm đối với con đực và 8,5-9,5 mm đối với con cái.
Ấu trùng ăn các loài Prunus và Crataegus. Chúng cuộn lá cây chủ. Quá trình hóa nhộng diễn ra trong một tổ kén trắng.